# Liquid Dynamite (film 1915)
Liquid Dynamite è un cortometraggio muto del 1915 diretto da Cleo Madison.

## Produzione
Il film fu prodotto dalla Rex Motion Picture Company.

## Distribuzione
Distribuito dall'Universal Film Manufacturing Company, il film - un cortometraggio in una bobina - uscì nelle sale cinematografiche USA il 14 novembre 1915.
Non si conoscono copie ancora esistenti della pellicola che viene considerata presumibilmente perduta.